# سه‌گانه

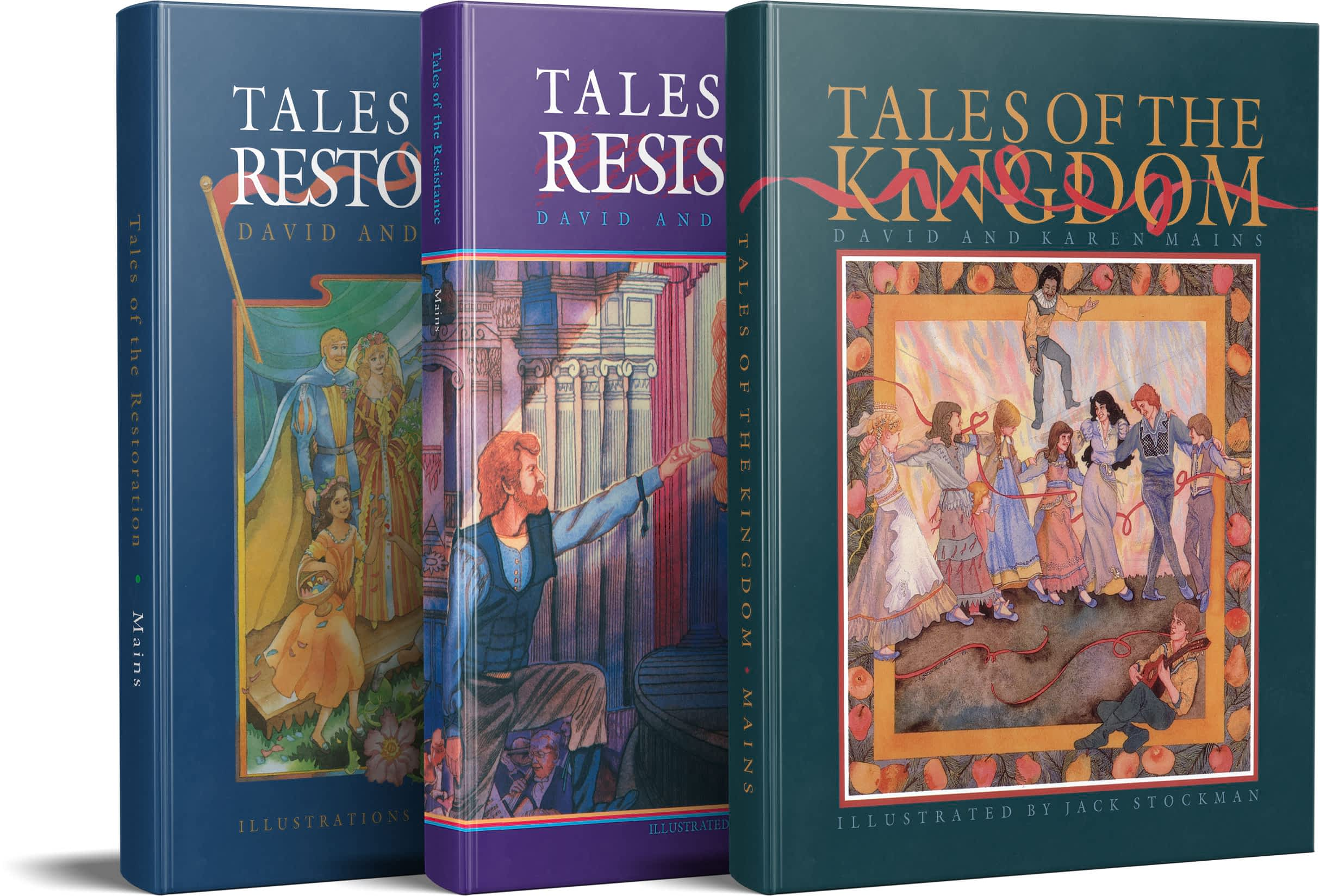
نمونه ای از سه گانه در قالب کتاب ؛ مجموعه tales of the kingdom

سه‌گانه یا تریلوژی، مجموعه‌ای از سه اثر هنری معمولاً در قالب فیلم یا کتاب است که موضوع مشترکی دارند. آثار تشکیل دهنده سه‌گانه ممکن است داستانی طولانی را تعریف کنند، شخصیت‌های مشترک یا مربوطی داشته باشند، یا ارتباطشان ظریف و نامحسوس باشد.
ارباب حلقه‌ها نوشتهٔ جی.ر.ر. تالکین، مرد عنکبوتی ساخته شده توسط سم ریمی ، ماتریکس ساختهٔ برادران واچوفسکی، سه رنگ ساختهٔ کریستف کیشلوفسکی و کوکر ساخته عباس کیارستمی و سه گانه پدر خوانده ساخته فرانسیس فورد کوپولا نمونه‌هایی از سه‌گانه‌های ادبی و سینمایی هستند.
یکی دیگر از شاهکار ترین سه گانه های دنیای سینما  و سریال های تلویزیونی، سه گانه جهان بریکینگ بد با نام های ( به ترتیب سال ساخت) بریکینگ بد _ بهتره با ساول تماس بگیری و  ال کامینو اثر پیتر گولد و وینس گلیگان است که داستان های والتر وایت ، ساول گومن و جسی پینکمن را دنبال میکند
در بازی های ویدیویی میتوان به سه گانه مکس پین از شرکت راک استار ، دارک سولز اثر هیدتاکا میازاکی و بتمن ارخام از شرکت راک استدی استویوز اشاره کرد.